# Hypopheltes pergae
Hypopheltes pergae är en stekelart som beskrevs av Joseph Augustine Cushman 1924. Hypopheltes pergae ingår i släktet Hypopheltes och familjen brokparasitsteklar. Inga underarter finns listade i Catalogue of Life.